# 24karats GOLD SOUL
「24karats GOLD SOUL」（トゥエンティーフォーカラッツ ゴールド ソウル）は、EXILEの46枚目のシングル。2015年8月19日にrhythm zoneから発売。

## 概要
前作「情熱の花」から5カ月ぶりのシングル。「CD+DVD」「CDのみ」の2形態で発売。

## 収録曲

### CD
1. 24karats GOLD SOUL
作詞・作曲：STY
  - 日本テレビ系『スッキリ!!』2015年8月度テーマソング
  - 日本テレビ系『ラグビーワールドカップ2015』イメージソング[3]
2. UPSIDE DOWN - EXILE ATSUSHI
作詞：ATSUSHI・SAKURA / 作曲：T.Kura、SAKURA
  - Samantha Thavasa 2015 Autumn CMソング
3. 24karats GOLD SOUL（Instrumental）
4. UPSIDE DOWN（Instrumental）

### DVD
1. 24karats GOLD SOUL（Video Clip）
2. UPSIDE DOWN（Video Clip）